# Gartjärnen (Orsa socken, Dalarna)
Gartjärnen är en sjö i Orsa kommun i Dalarna och ingår i Dalälvens huvudavrinningsområde. Sjön har en area på 0,0571 kvadratkilometer och ligger 199,7 meter över havet.

## Delavrinningsområde
Gartjärnen ingår i det delavrinningsområde (679107-144253) som SMHI kallar för Mynnar i Tjärvasseln. Medelhöjden är 304 meter över havet och ytan är 12,3 kvadratkilometer. Det finns inga avrinningsområden uppströms utan avrinningsområdet är högsta punkten. Flotbäcken som avvattnar avrinningsområdet har biflödesordning 4, vilket innebär att vattnet flödar genom totalt 4 vattendrag innan det når havet efter 344 kilometer. Avrinningsområdet består mestadels av skog (84 procent). Avrinningsområdet har 0,06 kvadratkilometer vattenytor vilket ger det en sjöprocent på 0,5 procent.